# Piotr Pinior
Piotr Jan Pinior – polski prawnik, profesor nauk społecznych, profesor w Instytucie Nauk Prawnych Uniwersytetu Śląskiego, prodziekan Wydziału Prawa i Administracji Uniwersytetu Śląskiego, specjalista w zakresie prawa cywilnego, prawa międzynarodowego prywatnego i prawa handlowego.

## Życiorys
W 1999 ukończył studia prawnicze na Wydziale Prawa i Administracji Uniwersytetu Śląskiego, gdzie w 2003 na podstawie napisanej pod kierunkiem Janusza Strzępki rozprawy pt. Podział spółek kapitałowych otrzymał stopień naukowy doktora nauk prawnych w zakresie prawa, specjalności: prawo prywatne międzynarodowe, prawo cywilne. Tam też w 2013 na podstawie dorobku naukowego oraz rozprawy pt. Nadzór wspólników w spółce z ograniczoną odpowiedzialnością uzyskał stopień doktora habilitowanego nauk prawnych w zakresie prawa. Został profesorem nadzwyczajnym  Uniwersytetu Śląskiego, kierownikiem Katedry Prawa Gospodarczego i Handlowego Wydziału Prawa i Administracji UŚl oraz prodziekanem ds. badań naukowych tego wydziału. Dnia 14 grudnia 2021 r. Prezydent Rzeczypospolitej Polskiej Andrzej Duda nadał mu tytuł profesora nauk społecznych w dyscyplinie nauki prawne.